# 中国北方航空6136号班机空难
中國北方航空6136號班機空難（又稱5·7空難，大连空难）是2002年5月7日發生在中華人民共和國遼寧省大連市的一起空難事件。班機當天從北京首都國際機場飛往大連周水子國際機場，在向周水子機場進近的過程中失控墜毀在大連港外側海面，機上103名乘客和9名機組人員全部遇難。
這次空難是中國發生的第一起客機失事墜海空難，亦是中國民航一個月時間內發生的第二起空難：4月15日，中國國際航空129號班機在降落大韓民國釜山金海國際機場時墜毀，機上包括機組人員在內共128人罹難，38人生還。
中國官方媒體新華社在2002年12月7日公佈了空難的調查結果，調查認定機上乘客张丕林縱火導致空難的發生。

## 事件經過
中國北方航空6136號班機（航班編號CBF／CJ6136）是一班由北京首都國際機場飛往大連周水子國際機場的中國北方航空定期班機。班機在當天20時37分從北京首都國際機場起飛，預計21時40分抵達大連周水子國際機場。
21时22分，飛機正在向機場進近中，此時班機高度約為1200米；突然，机长王永祥向大连周水子机场塔台報告，飞机客舱冒烟。紧接着又二次报告，飞机驾驶舱冒烟。21时24分，班機与塔台失去联系，并很快在雷达显示屏上消失。驾驶员与地面最后通话说：“客舱有火！”。正在海上作业辽大甘渔0998号渔船上的船员们看到飞机拖着火焰急速坠入海中，並發出沉沒的巨响。
大连市公安局指挥中心在21时40分接到目击者报告，并报有关部门核实。不久後有关部门启动搜寻救援程序，辽宁省和大连市调集多艘船只开往飞机失事海域展开搜救。
飞机坠落在北纬38度57.063分，东经121度39.941分，飞机尾翼坠落在北纬38度57.129分，东经121度40.175分。墜落地點離機場的主跑道僅20公里。

## 飛機歷史
失事飛機機型為麥道MD-82，飛機註冊編號B-2138，使用兩具普惠JT8D-217A引擎，生產編號為49522/1702，是麥道公司授權上海飛機製造廠組裝的MD-82中的一架，中方组装序列号為23。
失事飛機於1990年首飛，翌年7月21日交付，是北航30架MD-82中的一架。直至空難發生前，飛機共累計飛行26000個小時並完成16000個起降。3月27日至4月2日飛機曾進行5A檢查。

### 兩次被劫
飛機曾在1993年的一個月時間內被兩度劫機：11月12日，飛機在執行由长春飞往福州的「中國北方航空6353號班機」時，被韩书学和李向誉劫持至臺灣中正國際機場（現臺灣桃園國際機場），機上一名乘务员被刺伤。26天後的12月8日，飛機在執行“沈阳－青岛－福州”航線的「中國北方航空6517號班機」時，被青島籍人高軍挾持至同一個機場。

## 搜救打撈
飛機殘骸在大連以東20公里處的黃海中被發現。
5月7日22时10分，“连港21”号拖轮首先到達现场，报告失事地點的准确位置，通知大连海上交管中心实施交通管制。第一具尸体在5月7日22时43分被搜救人員打撈起，而第一塊機身殘骸則在5月13日15時43分打撈出水。5月14日3時，飛機最重的一塊殘骸——飛機發動機被打撈出水。
5月8日11時，在大連港外側行駛的大連海事局“海巡021號”指揮船探測到飛機黑匣子的信號。飛機的第一個黑匣子（座艙通話記錄器）在5月14日15时05分被潜水员马有坚捞出。16时45分，潜水员姜志勤报告摸到第二个黑匣子。17時15分，第二个黑匣子的信标器被潜水员姜志勤打捞出水；17时20分，海军某部潜水员苏景忠开始下水一起打捞第二个黑匣子。烟台救捞局潜水员刘义志在18时浮出水面；潜水员苏景忠仍在水底打捞第二个黑匣子。飛機第一個黑匣子在14日19时运到北京，送往民航总局航空安全技术中心進行分析。而飛機的第二个黑匣子（飞行数据记录器）則在5月18日14时52分被交通部烟台救捞局潜水员陈受吉打捞出水。
空難的集中打撈和搜尋行動於5月25日20时結束。在打撈作業中，军队共出动船只128艘，累计出船1,331艘次、6,955小时；军民参加搜救打捞人员共计17,838人次；抽调潜水作业人员64人，累计潜水作业672人次，作业时间697小时。共打捞出92位遇难者的遗体或遗骸及部分遇难者遗物，并将包括舱音记录器、飞行数据记录器、飞机发动机等在内的几千件（片）飞机残骸打捞出水。

## 遇難者
| 國籍／地區籍／本籍                            | 乘客 | 機組人員 | 總計 |
| --------------------------------------------- | ---- | -------- | ---- |
| 中华人民共和国                                | 95   | 9        | 104  |
| 中华人民共和国（香港）                        | 1    | 0        | 1    |
| 日本                                          | 3    | 0        | 3    |
|                                               | 1    | 0        | 1    |
| 印度                                          | 1    | 0        | 1    |
| 新加坡                                        | 1    | 0        | 1    |
| 法國                                          | 1    | 0        | 1    |
| 總計                                          | 103  | 9        | 112  |
| 空難遇難乘客與機組人員之國籍分佈 - 資料來源： |      |          |      |

机长王永祥生於1967年，當時是北方航空公司技术训练科科长，擁有11,000多小时的飞行时间；副驾驶生於1973年，飞行时间達3,300多小时。两人的驾驶执照和体检执照均有效，在失事前一天所做的小体检也正常。
機上103名乘客中，有三名中國籍乘客為兒童；時任中国青年女足守门员教练杨昆峰搭乘本班機回家，中交水运规划院到大連出差的八名職工亦因本次空難而死亡。
空難中死亡的香港人是港龙航空的26歲女職員，她是港龍航空駐大连地区首席代表，港龍航空在5月8日發表聲明說，公司对此次意外深表悲恸。港龙航空的高级职员已代表公司接触该员工家属，并承诺提供任何协助。

## 事件調查
国务院“5·7”空难处理领导小组在空難後成立，並於5月8日3時到達現場。3時40分，空難處理小組召開緊急會議，聽取遼寧省和大連市對空難緊急救援的情況介紹，隨後乘船到出事海域察看現場。
美国国家运输安全委员会（NTSB）在美國當地時間5月8日宣布派遣調查小組協助中方調查。調查小組共5人，由NTSB高級調查員艾爾·迪金生（Al Dickinson）率領，隨同的還有四名分別來自（FAA）、波音和引擎生產商普惠公司的代表。
新華社於2002年12月7日發布了調查結論，認定機上乘客张丕林為縱火者，並導致本次空難。据发布的证据如下：
|  | 1. 张丕林购买了7份意外保险，比较不正常（中国最多能够购买10份意外保险）； 2. 他的行李里有塑料瓶装的汽油，但因安检疏漏导致其通过； 3. 监控摄像有捕捉到张丕林在首都机场候机时有抽过两根烟，或许香烟就是作案工具； 4. 据法医描述，虽然张丕林的直接死因是和其他遇难者一样的“一氧化碳中毒”，但张的受伤位置则不一样，同时张丕林的座位是烧毁最为严重的，可以断定起火源； 5. 失事飞机上的易燃设备都没有检测到起火痕迹，只有燃烧痕迹； 6. 张丕林在事发前的4月份竟然出过3次车祸，且每一次都有相应的保险赔偿； 7. 张丕林的家人都是在張到达北京后，才知晓他的行蹤，说明其家属對於张前往北京的理由和動機皆不知情。 |

所有的证据都指向了张丕林是6136号航班失事的罪魁祸首。
根据调查拼出来的案发过程:6136航班正在向周水子机场降落，但张丕林纵火导致的火焰和烟雾的状况此时出现。由于机场位于市中心，为了居民区和附近化工厂的安全，机组成员决定放弃在机场降落而改在海上寻求迫降。但火灾发生于机尾，乘客们出于求生本能全部逃往没有被烈火波及的机头部位，导致飞机重心偏移；而张的纵火将他座位下方的控制电缆破坏，让机组难以从危机中改出。飞机在飞越了机场，居民区和储油厂后无法再承受，以机头朝下且较快速地坠入了离储油厂不远的大连湾中。
鉴于张丕林本人已死，无法直接追究其责任，而其真正的作案动机随着他的死去无法定论。

## 後續事件
张丕林登机之前，曾在6家保险公司为自己購買了7份航意险，如果按照正常程序進行赔偿，其家属總共可獲约140万元人民幣的保险金。但由於张丕林是纵火者，空难发生后，6家保险公司向张丕林的母亲金桂贞送达了《拒赔通知书》。保險公司根据《中华人民共和国保险法》第64条、第66条和《航空旅客人身意外伤害保险条款》第三条第一款、第二款的规定，对张丕林投保的航空旅客人身意外伤害保险不予赔偿。雖然金桂贞上诉至北京西城法院，要求保險公司賠付并承担全部诉讼费用，但法院支持了保险公司的拒赔要求。
尽管此次空难是人为破坏的刑事案件，与飞机任何都无关，但机场的安检疏漏与悲剧的发生有不可开脱的关系。为杜绝类似的事情再次发生，中国民航总局在全国升级了安检设备和规矩，加强了对液体方面的检查，开始要求携带液体的乘客需口服一口后才能放行。后来在2007年5月1日跟随国际民航组织的新条例，彻底规定了带上飞机的液体不得超过100ml。
「张丕林縱火案」被選入2002年12月29日《检察日报》编委会評選的“2002年中国国内十大法制新闻”中。。

## 事件之後
- 波音中國公司在5月8日上午就空難發表聲明，向在飞机失事中的遇难者表示哀悼，同時向遇難者親屬、朋友和同事們表示深切的慰問，并表示愿为有关调查提供帮助[11]。
- 中交水运规划设计院在5月28日發表訃告悼念空難中遇難的八名職工，並於2002年6月3日上午9时在北京东城区图书馆舉行追悼會[27][39]。
- 潛水員王德好（第一个捞上信标）、马有坚、陈守吉和姜志勤（3人捞上黑匣子）亦參與了2004年中國東方航空5210號班機空難（包頭空難）的黑匣子打撈作業[40]。
- 參與空難搜救打撈工作的人員在事後得到有關部門表彰[41][42][43][44]。
- 中国北航经此空难后被重头一棒，公司亏损严重。在事故调查还未出来时，许多旅客对涉事的机型麦道-82飞机感到恐惧而拒乘。更棘手的是，北航的机队有很大占比是麦道-82型客机，导致北航的载客率速降。[45]尽管最后事故原因与北航关系不大，北航也试图复苏公司业绩，但最终失败。北航在2004年被竞争对手中国南航彻底收购并重组，中国北方航空公司正式启用“中国南方航空集团北方公司”。运营了15年的北航就此进入航空史。[46]

## 相關事故
- 埃及航空843號班機空難（英语：EgyptAir Flight 843）－发生在本次北方航空班機墜海事故發生的同一天，一架由開羅飛往突尼斯的波音737-500墜毀於突尼斯，14人遇難[47]
- 南非航空295號班機空難－因機艙起火墜入印度洋，159人罹難
- 瓦盧杰航空592號班機空難－该DC-9飞行中前货舱失火，失控坠毁于佛罗里达州大沼泽，全机110人死亡
- 瑞士航空111号班机空难－因娛樂系統起火而墜入大西洋，229人罹難
- 韓亞航空991號班機空難－該貨機同樣因機艙失火而墜海，2名機組人員遇難
- 美国大陆航空11号班机空难－同样被认定为因骗保而蓄意制造的空难

## 註腳
1. ↑  擁有香港特別行政區居留權，持有香港特區護照或英國國民（海外）護照。

### 媒體報道
- 新浪网专题：北方航空公司“5-7”空难（页面存档备份，存于）（简体中文）
  - 新浪网专题：北方航空公司一客机在大连坠毁（页面存档备份，存于）
  - 新浪网专题：“5-7”空难调查结果公布（页面存档备份，存于）
- 人民网专题：北方航空公司客机大连海域失事（页面存档备份，存于）（简体中文）
- 为了忘却的纪念：北方航空“5-7”空难纪实(上)（页面存档备份，存于）
- 军民联手大救援：北方航空“5.7”空难纪实（中）（页面存档备份，存于）
- 十天十夜大搜寻：北方航空“5·7”空难纪实（下）（页面存档备份，存于）
- China Northern Airlines Plane Crashes（页面存档备份，存于），人民日報英文版（英文）
- 搜狐网专题：北方航空公司一架客机在大连坠毁（页面存档备份，存于）（简体中文）
- 中新网专题：北航客机坠海失事（页面存档备份，存于）
- 南方网专题：北航麦道客机大连海域失事（页面存档备份，存于）（简体中文）

### 其他
- Airdisaster.com上對事件的記載（英文）
- Aviation Safety Network上對事件的記載（页面存档备份，存于）（英文）
- 民航资料库上對失事飛機B-2138的記載（简体中文）
- Airliners.net上失事飛機B-2138的照片（页面存档备份，存于）（英文）